# Berberis humbertiana
Berberis humbertiana är en berberisväxtart som beskrevs av Macbride. Berberis humbertiana ingår i släktet berberisar, och familjen berberisväxter. Inga underarter finns listade i Catalogue of Life.